# Паундаль (одиниця вимірювання)
Паундаль (англ. poundal, символ: pdl) — одиниця вимірювання сили в Британській системі фут-фунт-секунда та в Британській традиційній системі мір і ваг.  Була введена в 1877 році.
Паундаль визначається як сила, необхідна для надання тілу масою 1 фунт прискорення 1 фут за секунду в квадраті: 1 паундаль = 1 фунт·фут/с². Зв'язок з одиницею Міжнародної системи одиниць (SI): 1 pdl =0,138 254 954 376  Н точно.
Історичні дані про використання цієї одиниці вимірювання в Радянському Союзі чи в Україні відсутні.